# Bendix von Hatten
Bendix von Hatten (død 24. marts 1685 på Bornholm) var en dansk officer.
Han var en søn af kansler Hinrich von Hatten og Margrethe Wasmer. Om Bendix von Hattens ungdom vides kun, at han tidlig gik i fremmed krigstjeneste, men under Svenskekrigen var han i Danmark og stod 1659 som major i Ulrik Frederik Gyldenløves rytterregiment, med hvilket han deltog i slaget ved Nyborg. 1664 blev han oberst og chef for Fynske nationale Regiment samt kommandant i Nyborg. Hans forhold til borgerskabet i denne by var meget spændt i de syv år, han førte kommandoen, og til han 1671 blev forflyttet til Norge. Samme år blev han (13. februar) naturaliseret som dansk adelsmand. Efter i nogle år at have været kommandant i Trondhjem overtog han i slutningen af 1673 kommandantskabet på Bergenhus. Som chef for Bergenhuses nationale Regiment deltog han under Gyldenløvefejden i Marstrands erobring, træfningen ved Uddevalla, indfaldet i Jæmteland 1677 og belejringen af Båhus 1678. Året efter freden blev han generalmajor og 1682 kommandant og amtmand på Bornholm, hvor han døde 24. marts 1685. Hans lig blev ført til Bergen.
Han var gift (1673) med Marie Lillienskiold, datter af kgl. kommissær og konstitueret stiftsbefalingsmand Hans Lillienskiold. Hun blev anden gang gift med stiftamtmand Iver von Ahnen.